# Расмекеево
Расмеке́ево (баш. Рәсмәкәй) — деревня в Кушнаренковском районе Башкортостана, входит в состав Расмекеевского сельсовета.

## Географическое положение
Расстояние до:
- районного центра (Кушнаренково): 22 км,
- центра сельсовета (Байталлы): 5 км,
- ближайшей ж/д станции (Уфа): 80 км.

## История
По материалам Первой ревизии, в 1722 году в деревне были учтены 33 души мужского пола служилых мещеряков.

## Население
| 2002 | 2009 | 2010 |
| ---- | ---- | ---- |
| 236  | ↗275 | ↘224 |

### Национальный состав
Согласно переписи 2002 года, преобладающие национальности — башкиры (57 %), татары (42 %).

## Известные уроженцы
- Шамсутдинов, Мухамет Мухаррямович (1927—1971) — советский танцовщик. Народный артист Башкирской АССР[6].